# 賴興峰

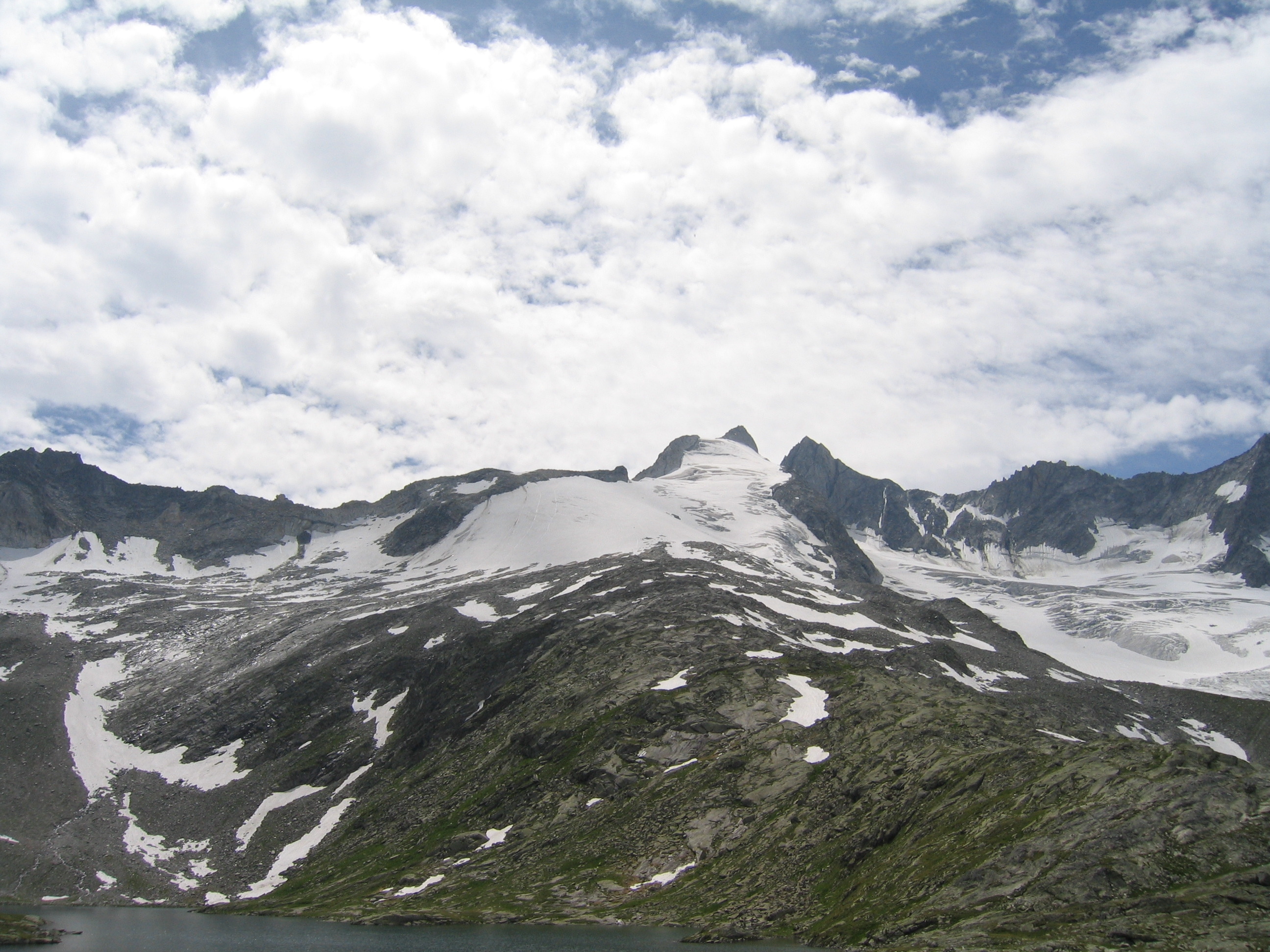

47°08′21″N 12°06′38″E / 47.13917°N 12.11056°E
賴興峰（德語：Reichenspitze），是奥地利的山峰，位於該國西部，處於薩爾茨堡州和蒂羅爾州接壤的邊界，屬於齊勒塔爾阿爾卑斯山脈的一部分，海拔高度3,303米，人類在1856年首次登頂。